# Black River (plaats in Newfoundland en Labrador)
Black River is een plaats (locality) in de Canadese provincie Newfoundland en Labrador. De plaats bevindt zich aan de zuidkust van het eiland Newfoundland en maakt deel uit van het local service district Swift Current-Black River.

## Geografie
Black River ligt aan het noordoostelijke uiteinde van de Placentia Bay, een grote baai in het zuidoosten van Newfoundland. De plaats is gelegen vlak bij de monding van de gelijknamige rivier. Black River ligt ongeveer een kilometer ten oosten van Swift Current en zo'n 2 km ten noorden van Garden Cove.
De plaats ligt op een rijafstand van ruim 45 km van Clarenville.

## Geschiedenis
In mei 1897 begon men aan de monding van de Black River met de bouw van de allereerste houtpulpfabriek in de toenmalige Kolonie Newfoundland. De fabriek en bijhorende gebouwen en stuwdam waren afgewerkt in november van dat jaar en vormden de basis van de huidige nederzetting. Er waren 40 mensen in dienst op de locatie zelf en nog eens 200 houthakkers die in de ruime omgeving actief waren. Het dorp zelf telde al snel meer dan 250 inwoners. Wegens onder meer de wisselvallige waterstanden en operationele kosten werd er echter niet verder in geïnvesteerd en reeds in 1903 werd de fabriek definitief stilgelegd.
De site kwam na de sluiting geleidelijk aan in verval. De dam werd in 1946 grotendeels afgebroken. Aan de rand van het plaatsje bevinden zich in de 21e eeuw nog steeds ruïnes van de fabriek, de bijhorende gebouwen en de dam.
Na de sluiting van de fabriek in 1903 trok de overgrote meerderheid van de inwoners er weg. De nederzetting Black River bleef echter bestaan, zij het slechts als een gehucht met nog een handvol huishoudens. Zij leefden er onder meer van de houtkap en de visserij.
Het gemeentevrije gehucht Black River had doorheen haar bestaan nooit enige vorm van lokaal bestuur. Hier kwam begin 2024 verandering in door de oprichting van het local service district Swift Current-Black River.

## Demografie
In 1898, toen de fabriek volledig in werking was, woonden er te Black River 256 mensen verdeeld over dertig huishoudens.
In 1921 telde Black River nog negen huishoudens die tezamen goed waren voor 36 inwoners. In 1935 telde de plaats maar drie gezinnen meer en een totale bevolkingsomvang van 16 personen.
In de 21e eeuw schommelt de bevolkingsomvang rond de 20 à 30 inwoners.
| Demografische ontwikkeling van Black River tussen 2001 en 2021 |
| -------------------------------------------------------------- |
|                                                                |
| Bron: Statistics Canada (2001–2006, 2011–2016, 2021)           |